# شش (فیلم)
«شش» (انگلیسی: Six (film)) یک فیلم است که در سال ۲۰۱۲ منتشر شد.